# محمد المدني الفاخري
محمد المدني الفاخري (مواليد 3 يناير 1954، إجدابيا، ليبيا.) لواء في القوات المسلحة الليبية (الجيش الليبي)، سياسي ليبي ووزير الداخلية في الحكومة الليبية المؤقتة، جرى تنصيبه في هذا المنصب بتكليف من مجلس النواب الليبي ومن ثم اعتمده رئيس الوزراء عبد الله الثني في (18 نوفمبر 2015).

## المهام
- لواء في القوات المسلحة الليبية
- وزير الداخلية الليبي (2015 - الآن).

سجين سابق في عهد القذافي 
معروف بالفساد المالي والشذوذ الجنسي